# 芥川龍之介
芥川 龍之介（あくたがわ りゅうのすけ、1892年〈明治25年〉3月1日 - 1927年〈昭和2年〉7月24日）は、日本の小説家。号は澄江堂主人（ちょうこうどうしゅじん）、俳号は我鬼（がき）。東京出身。『羅生門』『鼻』『地獄変』『歯車』などで知られる。

## 生涯
1892年（明治25年）、東京市京橋区入船町8丁目（現・東京都中央区明石町）に牛乳製造販売業を営む新原敏三、フクの長男として生まれる。出生時刻については資料がないため不明である。 戸籍上の正しい名前は「龍之介」であるが、養家である芥川家や府立三中、一高、東京大学関係の名簿類では「龍之助」になっている。芥川自身は「龍之助」の表記を嫌った。姉が2人いたが、長姉は、龍之介が生まれる1年前に6歳で病死している。
生後7か月ごろに母フクが精神に異常をきたしたため、東京市本所区小泉町（現・東京都墨田区両国）にある母の実家の芥川家に預けられ、伯母のフキに養育される。11歳のときに母が亡くなる。翌年に伯父・芥川道章（フクの実兄）の養子となり、芥川姓を名乗ることになった。旧家の士族である芥川家は江戸時代、代々徳川家に仕えた奥坊主（御用部屋坊主）の家である。家中が芸術・演芸を愛好し、江戸の文人的趣味が残っていた。
1898年（明治31年）、江東（こうとう）尋常小学校入学（芥川卒業後、「江東」は「えひがし」と読むようになる。現在の墨田区立両国小学校）。東京府立第三中学校を卒業の際に「多年成績優等者」の賞状を受け、1910年（明治43年）9月、第一高等学校第一部乙類英文科に入学。1910年（明治43年）に中学の成績優秀者は無試験入学が許可される制度が施行され、芥川はその選に入っていた。同期入学に久米正雄、松岡讓、佐野文夫、菊池寛、井川恭（のちの恒藤恭）、土屋文明、倉田百三（第一部丙類独法・政治・独文科一年四之組）、渋沢秀雄（第一部丙類仏法・政治・仏文科一年五之組）、矢内原忠雄（第一部甲類英法・政治・経済・商科一年二之組）らがいた。2年生になり一高の全寮主義のため寄宿寮に入るが、芥川は順応することはなかったという。寮で同室となった井川は生涯の親友となる。井川は『第一高等学校一覧』（第一高等学校刊行）によると、1年から3年まで常に芥川の成績を上回っている。1913年（大正2年）、一高第一部乙類を2番の成績で卒業（一高第一部乙類首席は井川恭）し、東京帝国大学文科大学英文学科へ進学。当時、同学科は一学年数人のみしか合格者を出さない難関であった。
東京帝大在学中の1914年（大正3年）2月、一高同期（クラスメイト）の菊池寛、久米正雄らとともに同人誌『新思潮』（第3次）を刊行。まず「柳川隆之助」（隆之介と書かれている当時の書籍も存在する）の筆名でアナトール・フランスの『バルタザアル』、イエーツの『春の心臓』の和訳を寄稿したあと、10月に『新思潮』が廃刊にいたるまでに同誌上に処女小説『老年』を発表。作家活動の始まりとなった。このころ、青山女学院英文科卒の吉田弥生という女性と親しくなり、結婚を考えるが、芥川家の猛反対で断念する。1915年（大正4年）10月、代表作の1つとなる『羅生門』を「芥川龍之介」名で『帝国文学』に発表。

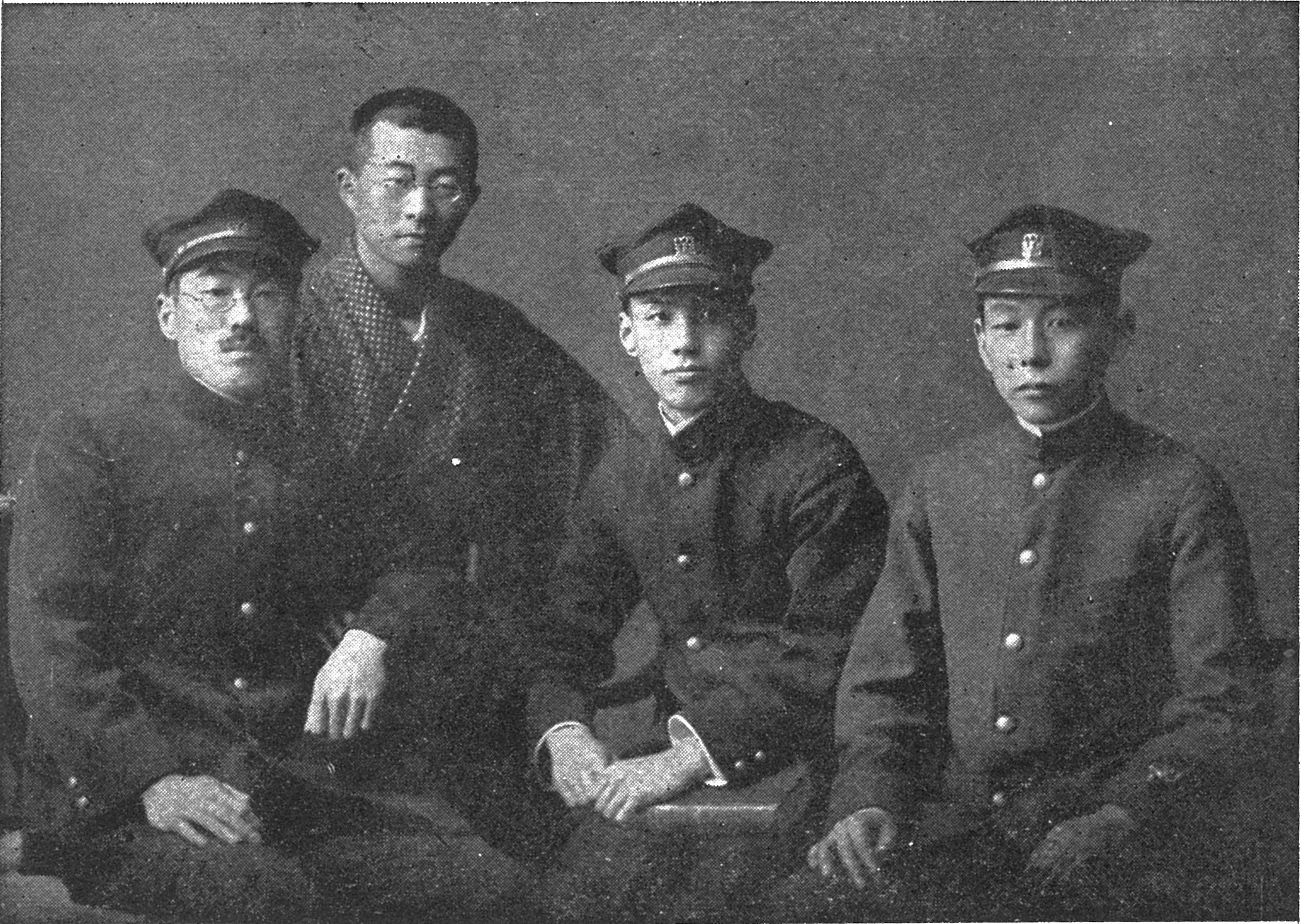
東京帝国大学を卒業する1916年（大正5年）頃の第4次『新思潮』のメンバー。右から2番目が芥川龍之介、一番右は成瀬正一、一番左から久米正雄、松岡譲。

1916年（大正5年）には第4次『新思潮』（メンバーは菊池、久米のほか松岡譲、成瀬正一ら5人）を発刊したが、その創刊号に掲載した『鼻』が漱石に絶賛される。この年に東京帝国大学文科大学英文学科を20人中2番の成績で卒業。卒論は「ウィリアム・モリス研究」。同年12月、海軍機関学校英語教官を長く勤めた浅野和三郎が新宗教「大本（当時は皇道大本）」に入信するため辞職する。そこで畔柳芥舟や市河三喜ら英文学者が、浅野の後任に芥川を推薦（内田百閒によれば夏目漱石の口添えがあったとも）、芥川は海軍機関学校の嘱託教官（担当は英語）として教鞭を執った。そのかたわら創作に励み、翌年5月には初の短編集『羅生門』を刊行する。その後も短編作品を次々に発表し、11月には早くも第二短編集『煙草と悪魔』を発刊している。
なお、海軍機関学校の初任給が60円であったのに対し、当時の原稿料は1枚30銭から2円であった。

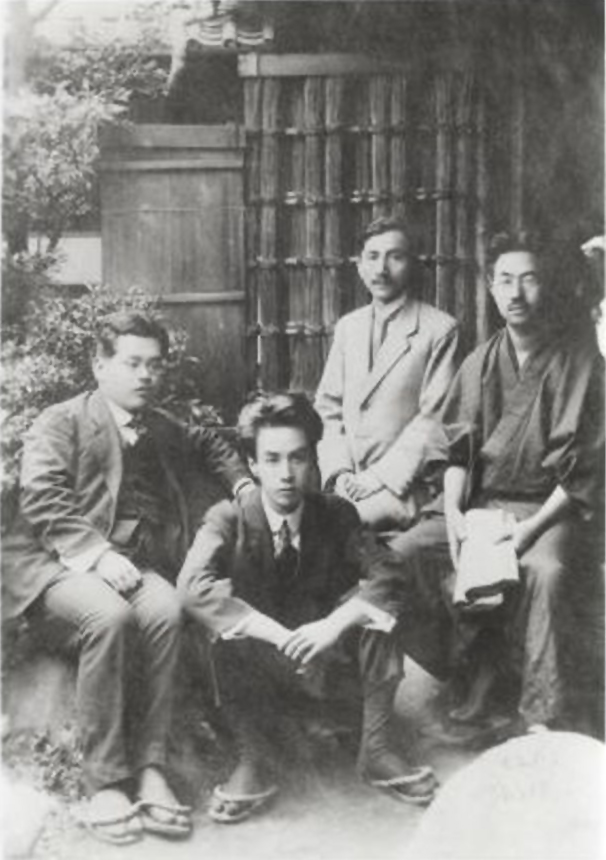
1919年（大正8年）長崎滞在中の写真。左から2番目が芥川龍之介、一番左は菊池寛。

1918年（大正7年）の秋、懇意にしていた小島政二郎（『三田文学』同人）と澤木四方吉（『三田文学』主幹で西洋美術史家）の斡旋で慶應義塾大学文学部への就職の話があり、履歴書まで出したが、実現をみなかった。1919年（大正8年）3月、海軍機関学校の教職を辞して大阪毎日新聞社に入社（新聞への寄稿が仕事で出社の義務はない）、創作に専念する。ちなみに師の漱石も1907年（明治40年）、同じように朝日新聞社に入社している。
1919年（大正8年）3月12日、友人の山本喜誉司の姉の娘、塚本文（父塚本善五郎は日露戦争において戦艦「初瀬」沈没時に戦死）と結婚。菊池寛とともに大阪毎日の客外社員となり、鎌倉から東京府北豊島郡滝野川町に戻る。同年5月には菊池とともに長崎旅行を行い、友人の日本画家・近藤浩一路から永見徳太郎を紹介されている。
1920年（大正9年）3月30日、長男芥川比呂志、誕生。
1921年（大正10年）3月、海外視察員として中国を訪れ、北京を訪れた折には胡適に会っている。胡適と検閲の問題などについて語り合い、7月帰国。『上海遊記』以下の紀行文を著した。
この旅行後から次第に心身が衰え始め、神経衰弱、腸カタルなどを患う。1923年（大正12年）には湯河原町へ湯治に赴いている。作品数は減っていくが、このころからいわゆる「保吉もの」など私小説的な傾向の作品が現れ、この流れは晩年の『歯車』『河童』などへとつながっていく。
1922年（大正11年）11月8日、次男芥川多加志（たかし）、誕生。
1923年（大正12年）9月1日に関東大震災が発生し、これに乗じて朝鮮人が放火した毒を撒いたなどデマが飛び交うただなかで竹やりなどを武器とした自警団が各地に形成され朝鮮人虐殺を引き起こした。芥川も町会（田端）の自警団に、世間体もあり病身を押して参加した。随筆「大震雑記」（『大正十二年九月一日の大震に際して』収録）やアフォリズム「或自警団員の言葉」（『侏儒の言葉』収録）に晩の自警（夜警）が言及される。また震災後の吉原遊廓付近へ芥川と一緒に死骸を見物しに出かけた川端康成によると、芥川は悲惨な光景のなかを快活に飛ぶように歩いていたという。『サンデー毎日』（1929年1月13日）に川端は、震災跡を「駿馬の快活さで飛ぶやうに歩く」震災当時の芥川の「唯一人颯爽とした姿を少しばかり憎んだ」ものであると心境を語り、芥川の何か皮肉めいた快活な言葉を聞いたことをうろ覚えに振り返る。芥川は遺作小説『歯車』に震災から数年後の東京を描写するなかで、まるで震災当時の快活に闊歩する芥川を見つめるかのように主人公に次のように語らせた。
| 「 | 僕の銀座通りへ出た時には彼是日の暮も近づいてゐた。僕は両側に並んだ店や目まぐるしい人通りに一層憂欝にならずにはゐられなかつた。殊に往来の人々の罪などと云ふものを知らないやうに軽快に歩いてゐるのは不快だつた。（『歯車』） | 」 |

震災から復興した東京は、芥川が『歯車』の題名を当初『ソドムの夜』としていたほどにエログロ文化が盛んであった。殊に銀座は震災を境に女性が接待する特殊喫茶が進出した。
震災時の朝鮮人デマについて芥川は「善良なる市民」はそれを信じただろうと述べている。朝鮮人は当時の日本において「不逞鮮人」と呼ばれテロリストのように恐れられていた。
| 「 | その内に僕は大火の原因は○○○○○○○○（※編注:検閲箇所）さうだと云つた。すると菊池は眉を挙げながら、「譃だよ、君」と一喝した。僕は勿論さう云はれて見れば、「ぢや譃だらう」と云ふ外はなかつた。しかし次手にもう一度、何でも○○○○はボルシエヴイツキの手先ださうだと云つた。菊池は今度は眉を挙げると、「譃さ、君、そんなことは」と叱りつけた。（「大震雑記」） | 」 |

| 「 | 再び僕の所見によれば、善良なる市民と云ふものはボルシエヴイツキと○○○○との陰謀の存在を信ずるものである。もし万一信じられぬ場合は、少くとも信じてゐるらしい顔つきを装はねばならぬものである。（「大震雑記」） | 」 |

また「或自警団員の言葉」においても日本社会について皮肉めいた記述をしている。震災時、朝鮮人らが虐殺されたほか、大杉栄・伊藤野枝夫妻らが殺害されている（甘粕事件）。
| 「 | 我我は互に憐まなければならぬ。況や殺戮を喜ぶなどは、――尤も相手を絞め殺すことは議論に勝つよりも手軽である。我我は互に憐まなければならぬ。ショオペンハウエルの厭世観の我我に与えた教訓もこう云うことではなかったであろうか?（「或自警団員の言葉」） | 」 |

1924年（大正13年）、芥川は『桃太郎』を発表した。芥川にとっての桃太郎観というものは、『女性改造』連載「僻見」1924（大正13）年4月1日発行第3巻第4号に見出すことができる。芥川は上海で章炳麟（章太炎先生）から聞いた話を次のように引用した。（「僕」が芥川、「予」が章炳麟）
| 「 | その時先生の云つた言葉は未だに僕の耳に鳴り渡つてゐる。――「予の最も嫌悪する日本人は鬼が島を征伐した桃太郎である。桃太郎を愛する日本国民にも多少の反感を抱かざるを得ない。」先生はまことに賢人である。僕は度たび外国人の山県公爵を嘲笑し、葛飾北斎を賞揚し、渋沢子爵を罵倒するのを聞いた。しかしまだ如何なる日本通もわが章太炎先生のやうに、桃から生れた桃太郎へ一矢を加へるのを聞いたことはない。のみならずこの先生の一矢はあらゆる日本通の雄弁よりもはるかに真理を含んでゐる。（「僻見」） | 」 |

章炳麟は、侵略者としての桃太郎と日本の帝国主義による植民地政策を重ね合わせたのであり、芥川はそれを理解して自らの作品『桃太郎』を執筆したのである。当時の売れっ子作家であり表層では国家の優等生でもあった芥川は、一方でバーナード・ショーへの傾倒など社会主義のよき理解者であった。1925年（大正14年）制定の治安維持法に至る法案策定過程に関して彼ははっきりと不快感を示している。それは1922年（大正11年）『新潮』4月号掲載「澄江堂雑記」に次のように主張された。
| 「 | 社会主義は、理非曲直の問題ではない。単に一つの必然である。僕はこの必然を必然と感じないものは、恰（あたか）も火渡りの行者を見るが如き、驚嘆の情を禁じ得ない。あの過激思想取締法案とか云ふものの如きは、正にこの好例の一つである。（「澄江堂雑記: 十一 火渡りの行者」） | 」 |

甘粕事件より以前の1910年（明治43年）、芥川が一高に入学する数か月前の5月25日に大逆事件が起きている。1911年（明治44年）2月1日、徳富蘆花が一高で大逆事件への政府批判演説をしたことが当時の一高生たちの心を揺さぶり、一高生たちはこの演説『謀叛論』の話で持ち切りであった。芥川はこの時、一高の一年生であった。クラスメイトの菊池寛、久米正雄は演説の件を文章に書き残している。
1925年（大正14年）7月12日、三男芥川也寸志（やすし）、誕生。
1925年（大正14年）ごろから文化学院文学部講師に就任。1926年（大正15年）、胃潰瘍、神経衰弱、不眠症が高じ、ふたたび湯河原で療養。一方、妻・文は自身の弟・塚本八洲の療養のため鵠沼の実家別荘に移住。2月22日、龍之介も鵠沼の旅館東屋に滞在して妻子を呼び寄せる。7月20日には東屋の貸別荘「イ-4号」を借り、妻・文、三男・也寸志と住む。夏休みに入り、比呂志、多加志も来る。7月下旬、親友の画家小穴隆一も隣接する「イ-2号」を借りて住む。この間、小品『家を借りてから』『鵠沼雑記』、さらに『点鬼簿』を脱稿。堀辰雄、宇野浩二、小沢碧童らの訪問を受ける。また、鵠沼の開業医、富士山（ふじ たかし）に通院する。9月20日、龍之介、文、也寸志は「イ-4号」の西側にあった「柴さんの二階家」を年末まで借りて移る。ここで鵠沼を舞台にした小品『悠々荘』を脱稿。これは、震災前に岸田劉生が住み、震災後に建て直されて国木田虎雄（国木田独歩の息子で詩人）が借りていた貸別荘を視察したときの経験がヒントのようで、龍之介一家が鵠沼に永住する意図があったとも考えられる。また、この間、斎藤茂吉、土屋文明、恒藤恭、川端康成、菊池寛らの訪問を受けている。元号が昭和に変わってから、妻子は田端に戻り、龍之介は「イ-4号」に戻った。甥の葛巻義敏と鎌倉で年越しをしてから田端に戻るが、鵠沼の家は4月まで借りており、時折訪れている。
1927年（昭和2年）1月、義兄の西川豊（次姉の夫）が放火と保険金詐欺の嫌疑をかけられて鉄道自殺する。このため芥川は、西川の遺した借金や家族の面倒を見なければならなかった。4月より「物語の面白さ」を主張する谷崎潤一郎に対して、『文芸的な、余りに文芸的な』で「物語の面白さ」が小説の質を決めないと反論し、戦後の物語批判的な文壇のメインストリームを予想する文学史上有名な論争を繰り広げる。この中で芥川は、「話らしい話のない」純粋な小説の名手として「小説の神様」志賀直哉を称揚した。このころ、芥川の秘書的な役割を果たしていた平松ます子（父は平松福三郎・大本信者）は芥川から帝国ホテルでの心中を持ちかけられ、小穴龍一や文夫人等に知らせて阻止した。
7月24日未明、『続西方の人』を書き上げたあと、斎藤茂吉からもらっていた致死量の睡眠薬を自宅で飲んで服毒自殺した。享年36〈数え年〉、満35歳没。服用した薬には異説があり、たとえば山崎光夫は、芥川の主治医だった下島勲の日記などから青酸カリによる服毒自殺説を主張している。同日朝、文夫人が「お父さん、よかったですね」と彼に語りかけたという話もある。戒名はなく俗名で葬儀が行われたが、後に懿文院龍之介日崇居士。墓所は、東京都豊島区巣鴨の慈眼寺。

## 作品の特徴

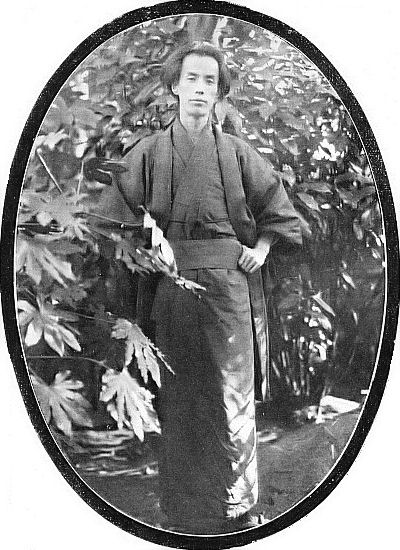
在りし日の芥川龍之介（1927年）

作品は、短編小説が多く知られている。しかし初期の作品には、西洋の文学を和訳したものも存在する（『バルタザアル』など）。英文科を出た芥川は、その文章構成の仕方も英文学的であるといわれている。翻訳文学的でもある論理的に整理された簡潔・平明な筆致に特徴がある。
短編の傑作を残した一方で、長編を物にすることはできなかった（未完小説として『邪宗門』『路上』がある）。また、生活と芸術は相反するものだと考え、生活と芸術を切り離すという理想のもとに作品を執筆したといわれる。他の作家に比べ表現やとらえ方が生々しい。晩年には志賀直哉の「話らしい話のない」心境小説を肯定し、それまでのストーリー性のある自己の文学を完全否定する（その際の作品に『蜃気楼』が挙げられる）。
『杜子春』など古典を参考にしたものや（原話は唐の小説『杜子春伝』）、鈴木三重吉が創刊した『赤い鳥』に発表されたものなど児童向け作品も多い。一般的には、キリシタン物や平安朝を舞台とした王朝物などに分類される。また、古典（説話文学）から構想を得た作品も多い。例えば、『羅生門』や『鼻』『芋粥』などは『今昔物語集』を、『地獄変』などは『宇治拾遺物語』を題材としている。またアフォリズムの制作も得意としており、漢文などにも通じていた。
反軍的な自説を主張しており、ことに『河童』『侏儒の言葉』などの晩年の作品にはそのような傾向が強い。当時の軍人の横柄な様子を「小児のようだ」と自著で酷評したほどである。しかし、当時は軍が著作物の検閲をするのが通常であったため、この検閲によって訂正・加筆・削除を余儀なくされた箇所も作品内に多数存在する。その一方で、海軍に対してはある程度の好意を抱いていたようで、陸軍のあまりの狭量に腐っていた陸軍幼年学校教官の豊島与志雄を「いい職場があるから」と海軍機関学校に招き、豊島はフランス語嘱託教官として勤務した。内田百閒も芥川の推薦でドイツ語嘱託教官となっており、のちに内田は『竹杖記』（1934年（昭和9年））で芥川が講師の人選や交渉などに一定の役割を担っていたことを記している。
自著にて天照大神を登場させる際、別名の「大日孁貴」（おおひるめのむち）を用いた。これは「天照大神」という呼称では皇祖神をそのまま文中に登場させてしまうことになるため、太陽神、それも自然神という性格づけで「大日孁貴」を用いなければならなかったためである。
煙草が大好きで、1日に180本も吸っていたという。この煙草について『海のほとり』『京都日記』『玄鶴山房』に敷島銘柄の煙草が登場した。

## 作品の変遷
芥川龍之介の作品は、初期と晩年でかなり違うといわれる。

### 初期
説話文学を典拠とした『羅生門』『鼻』『芋粥』など歴史物、加えてキリシタン物が有名である。日夏耿之介は初期の作品を「非常によい」と評価している。歴史物では、人間の内面、特にエゴイズムを描き出したものが多い。

### 中期
芸術至上主義的な面が全面に出た『地獄変』などを書き、長編『邪宗門』に挑んでいた。

### 晩年
自殺を考えていたのか、自分のこれまでの人生を見直したり、生死を取り上げたりした作品が多く見られる。初期より晩年の方を高く評価する見解も示されている。『一塊の土』など、これまでと比べ現代の話を書くようになるが、台頭するプロレタリア文壇にブルジョア作家と攻撃されることとなる。このころから主人公の一人称を「僕」とする私小説が増え、告白的な自伝も書き始める（『大導寺信輔の半生』『点鬼簿』『或阿呆の一生』など）。晩年の代表作『河童』は、河童の世界を描くことで人間社会を痛烈に批判しており、当時の人々に問題を提起した。
『歯車』の内容から、晩年には自分自身のドッペルゲンガー（Doppelgänger）を見たのではないか、また、片頭痛あるいはその前兆症状である閃輝暗点を患っていたのではないか、という説がある。
「水洟（みづぱな）や　鼻の先だけ　暮れ残る」と、自殺直前に書いた色紙の一句が辞世とされる。

## 自殺に関して
1927年（昭和2年）7月24日、雨の降りしきるなか、田端の自室で芥川龍之介は「ぼんやりした不安」を動機として服毒自殺を行い、社会に衝撃を与えた。
午前6時頃、芥川が布団の中で苦悶している姿を夫人が気づき、かかりつけの医師を呼んだ時には既に絶命している状況にあった。
使用した薬品については、ベロナールとジェノアルとする説が一般的である。死の数日前に芥川を訪ねた同じ漱石門下で親友の内田百閒によれば、芥川はその時点でもう大量の睡眠薬でべろべろになっており、起きたと思ったらまた眠っているという状態だったという。すでに自殺を決意し、体を睡眠薬に徐々に慣らしていたのだろうと推測される。一方で、自殺の直前には身辺の者に自殺をほのめかす言動を多く残しており、実際には早期に発見されることを望んだ狂言自殺で、たまたま発見が遅れたために死亡したとする説がある。また、死後に見つかり、久米正雄に宛てたとされる遺書「或旧友へ送る手記」で芥川は自身の「ぼんやりした不安を解剖」して自殺へ至る道程（動機、手段、場所）について具体的に書き記している。その中に「僕はこの二年ばかりの間は死ぬことばかり考へつづけた。僕のしみじみとした心もちになつてマインレンデルを読んだのもこの間である。（中略）…僕は内心自殺することに定め、あらゆる機会を利用してこの薬品（ バルビツール酸系ヴェロナールおよびジャール/dial）を手に入れようとした」とあることから、記述を信頼すれば計画的に自殺を企てていた節も窺える。手記最終段落にある「末期（まつご）の目」という言葉に川端康成が着目し、『末期の眼』と題して（当初の題は『小説作法』）随筆を書いている。手記の最後に芥川はエンペドクレスの伝記にも言及し「みずからを神としたい欲望」についても付記している。
遺書として、妻・文に宛てた手紙、菊池寛、小穴隆一に宛てた手紙がある。芥川が自殺の動機として記した「僕の将来に対する唯ぼんやりした不安」との言葉は、今日一般的にも有名であるが、自殺直前の芥川の厭世的あるいは「病」的な心境は『河童』を初めとする晩年の作品群に明確に表現されており、「ぼんやりした不安」の一言のみから芥川の自殺の動機を考えるべきではないともいえる。芥川命日は小説『河童』から取って河童忌と称される。
死の直前である7月初め、菊池寛に会うため二度文藝春秋社を訪れているが会うことができなかった。社員が菊池に芥川が訪れたことを報告せず、生前に菊池が芥川を訪ねることもなかった。
死の前日、芥川は近所に住む室生犀星を訪ねたが、犀星は雑誌の取材のため上野に出かけており、留守であった。犀星は後年まで「もし私が外出しなかったら、芥川くんの話を聞き、自殺を思いとどまらせたかった」と、悔やんでいたという。また、死の直前に
「橋の上ゆ胡瓜なくれは水ひひきすなはち見ゆる禿の頭」
と河童に関する作を残した。
芥川の自殺報道の直後からその死にショックを受けたと思われる若者たちの後追い自殺が相次ぎ、「芥川宗」とも呼ばれた。
死の8年後、親友で文藝春秋社主の菊池寛が、芥川の名を冠した新人文学賞「芥川龍之介賞」（芥川賞）を設けた。芥川賞は直木賞と共に日本でもっとも有名な文学賞として現在まで続いている。
芥川の死は関東大震災から数年経ち大正天皇崩御後、25歳の皇太子裕仁親王が現人神として天皇に即位し昭和が始まって間もなくのことであった。川端康成は震災と芥川の死を関連付けて『サンデー毎日』に次のように語った。
| 「 | 二三年（にさんねん）の後いよいよ自殺の決意を固められた時に、死の姿の一つとして、あの吉原の池に累々と重なつた醜い死骸は必ず故人の頭に甦つて来たにちがひないと思ふ （川端康成「芥川龍之介氏と吉原」、『サンデー毎日』 1929年1月13日 第8年3号） | 」 |

## 菊池寛による弔辞
- 菊池寛は第一高等学校での同級生以来の付き合いであり、友人総代として弔辞を読んでいる。菊池は読み上げている最中に感極まって慟哭、しばらくの間、霊前に泣き伏せてしまった[34]。

| 「 | 芥川龍之介君よ 君が自ら擇み 自ら決したる死について 我等 何をか云はんや たゞ我等は 君が死面に 平和なる微光の漂へるを見て 甚だ安心したり 友よ 安らかに眠れ! 君が夫人 賢なれば よく遺兒を養ふに堪ふるべく 我等 亦 微力を致して 君が眠の いやが上に安らかならん事に努むべし たゞ悲しきは 君去りて 我等が身辺 とみに蕭篠たるを如何せん 友人總代 菊池寛 | 」 |

- なお、芥川の死について、菊池寛は「芥川の事ども」という文章を残している[35]。

## 河童忌
芥川の命日・7月24日は河童忌と呼ばれる。当初は、遺族と生前親交のあった文学者たちが集まる法要だったが、1930年（昭和5年）の四回忌から「河童忌記念帖」として文藝春秋誌上で紹介され、この呼び名が定着した。以後17回忌まで毎年行われていたが、戦争のため中断する。戦後、再開されたが詳しい記録は残っていない。
1976年（昭和51年）の50回忌は巣鴨の慈眼寺で墓前祭、丸の内の東京会館で偲ぶ会が催された。この日は第75回芥川賞の贈呈式で、受賞した村上龍も花を手向けにきた。没後90年にあたる2017年（平成29年）からは田端文士村記念館が世話役となり、「河童忌」イベントを開催している。

### 記念館
芥川はいわゆる田端文士村の一員であった。地元の東京都北区は、芥川旧居跡地の一部を購入し「芥川龍之介記念館」(仮称)を2023年に開館する計画を2018年6月に発表した。その後、新型コロナウイルスの影響で計画が大幅に遅れ、現在はクラウドファンディングを活用しながら2026年度の開館を目指している。

## 人物
- 大の風呂嫌いで、めったに風呂に入らなかったという。入ったとしても、手ぬぐいは持っていかなかったという。
- 大の犬嫌いだったが、晩年、死の直前になってからは、なぜか犬をまったく怖がらなくなった。犬を主人公とする児童文学『白』を改造社出版の雑誌『女性改造』（『改造』の姉妹誌）に寄稿したのもこの時期である。
- 『文芸家たらんとする諸君に与ふ』という小文において「文芸家たらんとする中学生は、須らく数学を学ぶ事勤勉なるべし。然らずんばその頭脳常に理路を辿る事迂にして、到底一人前の文芸家にならざるものと覚悟せよ。文芸家たらんとする中学生は、須らく体操を学ぶこと勤勉なるべし。然らずんばその体格常に薄弱にして、到底生涯の大業を成就せざるものと覚悟せよ」と述べ、数学や体操を勤勉に学ばなければよい文芸家にはなれないと主張している[41]。ただし、同じ文の中で「こは予自身の経験に基く言にして、予亦然く中学時代を有効に経過せざりしを悲しみつつあるものなり」とも述べていることから、片野善一郎は「中学時代に一生懸命に勉強しなかったことを後悔しているくらいであるから、芥川は数学はあまり得意でなかったのかもしれない」と推察している[41]。
- 黒澤明の『羅生門』（日本映画初のヴェネツィア国際映画祭金獅子賞）は芥川の『藪の中』『羅生門』から題材を借りている。
- 俳人としては高浜虚子の『ホトトギス』や河東碧梧桐の『海紅』に拠って[42]『澄江堂句集』を残している。また詩、短歌、旋頭歌などの作品も残している。
- 家紋は「五七桐」である。
- 源義仲について、東京府立第三中学校在学時に著した『木曾義仲論』の中で、直情径行な「木曾山間の野人」だが同時に「赤誠の人」「熱情の人」「革命の先動者」と評し、最後に「彼の一生は失敗の一生也。彼の歴史は蹉跌の歴史也。彼の一代は薄幸の一代也。然れども彼の生涯は男らしき生涯也」と総括して、その人となりを敬愛した[43][44]。
- 妻の追想記によると、関東大震災が発生して芥川はとにかくも家の外へ避難し、次男多加志を抱えて合流した妻から「赤ん坊が寝ているのを知っていて、自分ばかり先に逃げるとは、どんな考えですか」と責められた。

## 速読
非常に速く本を読むことができた。同人雑誌を渡された七ページの文章をパラパラとめくっただけで全部読んだ。
また邦文の書物や雑誌なら2,3人と会話しながら読むことができた。しかし誤解されたり失敬に思われるのを避けるため親しくない人の前ではしなかった。
英文の速読もできた。大阪へ行く時、分厚い英文の本を4,5冊手提げの中に芥川は入れていた。それを汽車内で読んでしまい、谷崎潤一郎の本を借りていた。
下島勲が、どのくらいの速度で本を読めるのかと芥川に聞いた時、普通の英文学書なら一日1200～1300ページは楽と答えた。仮に一日1200ページの10時間とすれば、1時間120ページ、1分間2ページとなるわけである。

## 交友関係
- 師であり自分を見出してくれた夏目漱石を終生尊敬し続けた。いくつかの作品に「先生」という敬称で登場し、遺作である『歯車』『或阿呆の一生』でも言及している。夏目漱石の葬儀の際に江口渙とともに受付を務め、弔問にきた森鷗外の名刺を受け取っている。妻へ宛てた遺書の中で[30]、自作の出版権については「岩波茂雄氏（岩波書店）に譲与すべし。新潮社との契約は廃棄す」と記している。この理由についても記されており、「夏目先生を愛するが故に先生と出版書肆を同じにしたい」と希望した。
- 避暑先の軽井沢でアイルランド文学翻訳者である片山広子と出会う。芥川晩年の作品『或阿呆の一生』の37章で「才力の上にも格闘できる女性」と記し、『相聞』で「君」と歌われたのは片山広子の事だと言われていることから、のちに片山は芥川最後の恋人と呼ばれるようになった（あくまでもプラトニック・ラブであったとされる）。なお芥川が軽井沢を訪れたのは、1924年と翌年の2回で、いずれも夏の約1ヶ月間を旧軽井沢のつるや旅館で過ごし、室生犀星、堀辰雄、萩原朔太郎らも同宿し交友を深めた。1925年に書いた草稿「軽井沢で」に、芥川は軽井沢について、「さやうなら。手風琴の町、さやうなら僕の抒情詩時代」と記している。
- 佐藤春夫とは友人で芥川から佐藤への手紙が残っている[46]。1926年に送られたとみられる佐藤宛の手紙が遺族により実践女子大学に寄贈されており、芥川の随筆集の表紙を描いてくれた感謝のほか、小説「妖婆」を失敗作だと断じた佐藤の論評について「初めて読んだ時には不快だつたが、今は平気でよめる」と記している[46]。

## 著作
- 老年 1914年
- バルタザアル 1914年（翻訳、原作アナトール・フランス）
- 「ケルトの薄明」より 1914年（翻訳、原作ウィリアム・バトラー・イェイツ）
- 春の心臓 1914年（翻訳、原作ウィリアム・バトラー・イェイツ）
- クラリモンド 1914年（翻訳、原作テオフィル・ゴーティエ）
- ひょっとこ 1915年
- 羅生門 1915年
- 鼻 1916年
- 芋粥 1916年
- 手巾 1916年
- 煙草と悪魔 1916年
- さまよえる猶太人 1917年
- 戯作三昧 1917年
- 運 1917年1月
- 道祖問答 1917年4月
- 偸盗 1917年4月・6月
- 蜘蛛の糸 1918年
- 地獄変 1918年
- 邪宗門 1918年
- 奉教人の死 1918年
- 枯野抄 1918年
- るしへる 1918年
- 犬と笛 1919年
- 開化の良人 1919年
- きりしとほろ上人伝 1919年
- 魔術 1919年
- 蜜柑 1919年
- 舞踏会 1920年
- 秋 1920年
- 南京の基督 1920年
- 杜子春 1920年
- アグニの神 1920年
- 黒衣聖母 1920年
- 藪の中 1922年
- 神神の微笑 1922年
- 将軍 1922年
- 報恩記 1922年
- 三つの宝 1922年
- トロツコ 1922年
- 魚河岸 1922年
- おぎん 1922年
- 仙人 1922年
- 六の宮の姫君 1922年8月
- 侏儒の言葉 1923年 - 1927年
- 漱石山房の冬 1923年
- 猿蟹合戦 1923年
- 雛 1923年
- おしの 1923年
- 保吉の手帳から 1923年
- 白 1923年
- あばばばば 1923年
- 一塊の土 1924年
- 桃太郎 1924年
- 大導寺信輔の半生 1925年
- 点鬼簿 1926年
- 玄鶴山房 1927年
- 河童 1927年
- 誘惑 1927年
- 蜃気楼 1927年
- 浅草公園 1927年
- 文芸的な、余りに文芸的な 1927年
- 歯車 1927年
- 或阿呆の一生 1927年
- 西方の人 1927年
- 続西方の人 1927年

興文社と文藝春秋社による『小学生全集』88巻の一環として刊行
- アリス物語　菊池寛との共訳　1927年
- ピーターパン　菊池寛との共訳　1929年

## 家族
親　
- 実父・新原敏三（1850年 - 1919年） - 玖珂郡生見村（現・美和町 (山口県)）に生まれ、長州藩の農民兵となり、四境戦争では大林源次の変名で御楯隊に属し負傷、1869年の脱退騒動に巻込まれ、萩藩の椿正治の娘と結婚し椿源治と改名するが離婚して1875年頃上京、名を本名に戻す[47]。勧農局下総御料牧場に入所し、1882年に渋沢栄一の箱根仙石原の牧場「耕牧舎」に入る[48]。1883年に本所小泉町（現墨田区両国）の士族芥川俊清の三女・フク（1860-1912）と再婚、京橋区入船町の牛乳販売店「耕牧舎」の支配人になり、事業を発展させ、渋沢から新宿の牧場を引き受け成功した[47][49]。妻のフクが発狂したため、フクの妹フユが家の手伝いに入り、1899年にフユとの間に得二を儲け、1904年にフユと正式に再婚[49]。明治末頃から牛乳事業が停滞し、1918年には牧場を手放した[49]。同跡地は遊郭となり、現在の新宿二丁目界隈となる。1919年にスペインかぜで死去。
- 養父・芥川道章（1849年 - 1928年） - 実母フクの兄。東京府役人。乳児の龍之介を預かり姉フキらと養育、実父の敏三と揉めたが1904年に龍之介を正式に養子とする[50]。妻のトモ（1857年 - 1937年）は細木香以の姪[50]。

妻
- 芥川文 - 海軍少佐・塚本善五郎の娘

子供
- 芥川比呂志（長男） - 俳優
- 芥川多加志（次男） - もっとも文学志向が強かったが、東京外国語学校仏語部在学中に召集され、1945年（昭和20年）4月13日にビルマ（現・ミャンマー）で戦死[51]。
- 芥川也寸志（三男） - 作曲家

孫
- 芥川耿子（比呂志三女） - エッセイスト、詩人、童話作家
- 芥川貴之志（也寸志長男）- ファッションデザイナー[52]
- 芥川麻実子（也寸志長女）- メディアコーディネーター

子供の名前は、それぞれ親友の菊池寛の「寛」（比呂志）、小穴隆一の「隆」（多加志）、恒藤恭の「恭」（也寸志）をもらって漢字を替えてつけたものである。
芥川には笑顔の写真がほとんど存在しないが、晩年のフィルム映像では、息子たちと笑顔を見せる芥川の姿が記録されている。このことから子煩悩であったことがうかがえる。なお、この映像では比呂志と多加志は映っているが、也寸志はこのとき家の中で寝ていたため映っていない。
也寸志の回想によれば、父の遺品にはSPレコードがあり、そのうち多くを占めていたのはストラヴィンスキーだったという。『火の鳥』（組曲版）と『ペトルーシュカ』を所有していたというが、演奏者などの詳細は不明である。
次姉・ヒサの子供
- 葛巻義敏 - 小説家、文芸評論家
- 芥川瑠璃子 - 比呂志の妻、随筆家

長姉・新原はつ（1885年 - 1891年4月5日）

### 家系図
|          |          |          |          |          |          |          |          |          |          |          |          |          |          |        |        |        |        |        |        |        |        |        |        |                 |                 |                 |                 |                 |                 |            |            |             |             |             |             |             |             |          |          |            |            |            |            |            |            |        |        |        |        |        |        |          |          |          |          |            |            |            |            |            |            |          |          |          |          |  |  |  |  |  |  |  |  |  |  |  |  |  |  |
|          |          |          |          |          |          |          |          |          |          |          |          |          |          |        |        |        |        |        |        |        |        |        |        |                 |                 |                 |                 |                 |                 |            |            |             |             |             |             |             |             |          |          |            |            |            |            |            |            |        |        |        |        |        |        |          |          |          |          |            |            |            |            |            |            |          |          |          |          |  |  |  |  |  |  |  |  |  |  |  |  |  |  |
|          |          |          |          |          |          |          |          |          |          |          |          |          |          |        |        |        |        |        |        |        |        |        |        |                 |                 |                 |                 |                 |                 |            |            | □           | □           | □           | □           | □           | □           |          |          | 細木香以   | 細木香以   | 細木香以   | 細木香以   | 細木香以   | 細木香以   |        |        |        |        |        |        |          |          |          |          |            |            |            |            |            |            |          |          |          |          |  |  |  |  |  |  |  |  |  |  |  |  |  |  |
|          |          |          |          |          |          |          |          |          |          |          |          |          |          |        |        |        |        |        |        |        |        |        |        |                 |                 |                 |                 |                 |                 |            |            | □           | □           | □           | □           | □           | □           |          |          | 細木香以   | 細木香以   | 細木香以   | 細木香以   | 細木香以   | 細木香以   |        |        |        |        |        |        |          |          |          |          |            |            |            |            |            |            |          |          |          |          |  |  |  |  |  |  |  |  |  |  |  |  |  |  |
|          |          |          |          |          |          |          |          |          |          |          |          |          |          |        |        |        |        |        |        |        |        |        |        |                 |                 |                 |                 |                 |                 |            |            |             |             |             |             |             |             |          |          |            |            |            |            |            |            |        |        |        |        |        |        |          |          |          |          |            |            |            |            |            |            |          |          |          |          |  |  |  |  |  |  |  |  |  |  |  |  |  |  |
|          |          |          |          |          |          |          |          | 新原敏三 | 新原敏三 | 新原敏三 | 新原敏三 | 新原敏三 | 新原敏三 |        |        | フク   | フク   | フク   | フク   | フク   | フク   |        |        | 芥川道章 (養父) | 芥川道章 (養父) | 芥川道章 (養父) | 芥川道章 (養父) | 芥川道章 (養父) | 芥川道章 (養父) |            |            | トモ (養母) | トモ (養母) | トモ (養母) | トモ (養母) | トモ (養母) | トモ (養母) |          |          | 塚本善五郎 | 塚本善五郎 | 塚本善五郎 | 塚本善五郎 | 塚本善五郎 | 塚本善五郎 |        |        | （女） | （女） | （女） | （女） | （女）   | （女）   |          |          | 山本喜誉司 | 山本喜誉司 | 山本喜誉司 | 山本喜誉司 | 山本喜誉司 | 山本喜誉司 |          |          |          |          |  |  |  |  |  |  |  |  |  |  |  |  |  |  |
|          |          |          |          |          |          |          |          | 新原敏三 | 新原敏三 | 新原敏三 | 新原敏三 | 新原敏三 | 新原敏三 |        |        | フク   | フク   | フク   | フク   | フク   | フク   |        |        | 芥川道章 (養父) | 芥川道章 (養父) | 芥川道章 (養父) | 芥川道章 (養父) | 芥川道章 (養父) | 芥川道章 (養父) |            |            | トモ (養母) | トモ (養母) | トモ (養母) | トモ (養母) | トモ (養母) | トモ (養母) |          |          | 塚本善五郎 | 塚本善五郎 | 塚本善五郎 | 塚本善五郎 | 塚本善五郎 | 塚本善五郎 |        |        | （女） | （女） | （女） | （女） | （女）   | （女）   |          |          | 山本喜誉司 | 山本喜誉司 | 山本喜誉司 | 山本喜誉司 | 山本喜誉司 | 山本喜誉司 |          |          |          |          |  |  |  |  |  |  |  |  |  |  |  |  |  |  |
|          |          |          |          |          |          |          |          |          |          |          |          |          |          |        |        |        |        |        |        |        |        |        |        |                 |                 |                 |                 |                 |                 |            |            |             |             |             |             |             |             |          |          |            |            |            |            |            |            |        |        |        |        |        |        |          |          |          |          |            |            |            |            |            |            |          |          |          |          |  |  |  |  |  |  |  |  |  |  |  |  |  |  |
|          |          |          |          |          |          |          |          |          |          |          |          |          |          |        |        |        |        |        |        |        |        |        |        |                 |                 |                 |                 |                 |                 |            |            |             |             |             |             |             |             |          |          |            |            |            |            |            |            |        |        |        |        |        |        |          |          |          |          |            |            |            |            |            |            |          |          |          |          |  |  |  |  |  |  |  |  |  |  |  |  |  |  |
| 葛巻義定 | 葛巻義定 | 葛巻義定 | 葛巻義定 | 葛巻義定 | 葛巻義定 |          |          | ヒサ     | ヒサ     | ヒサ     | ヒサ     | ヒサ     | ヒサ     |        |        | 西川豊 | 西川豊 | 西川豊 | 西川豊 | 西川豊 | 西川豊 |        |        |                 |                 | 芥川龍之介      | 芥川龍之介      | 芥川龍之介      | 芥川龍之介      | 芥川龍之介 | 芥川龍之介 |             |             |             |             |             |             |          |          |            |            |            |            | 文         | 文         | 文     | 文     | 文     | 文     |        |        |          |          |          |          |            |            |            |            |            |            |          |          |          |          |  |  |  |  |  |  |  |  |  |  |  |  |  |  |
| 葛巻義定 | 葛巻義定 | 葛巻義定 | 葛巻義定 | 葛巻義定 | 葛巻義定 |          |          | ヒサ     | ヒサ     | ヒサ     | ヒサ     | ヒサ     | ヒサ     |        |        | 西川豊 | 西川豊 | 西川豊 | 西川豊 | 西川豊 | 西川豊 |        |        |                 |                 | 芥川龍之介      | 芥川龍之介      | 芥川龍之介      | 芥川龍之介      | 芥川龍之介 | 芥川龍之介 |             |             |             |             |             |             |          |          |            |            |            |            | 文         | 文         | 文     | 文     | 文     | 文     |        |        |          |          |          |          |            |            |            |            |            |            |          |          |          |          |  |  |  |  |  |  |  |  |  |  |  |  |  |  |
|          |          |          |          |          |          |          |          |          |          |          |          |          |          |        |        |        |        |        |        |        |        |        |        |                 |                 |                 |                 |                 |                 |            |            |             |             |             |             |             |             |          |          |            |            |            |            |            |            |        |        |        |        |        |        |          |          |          |          |            |            |            |            |            |            |          |          |          |          |  |  |  |  |  |  |  |  |  |  |  |  |  |  |
|          |          |          |          |          |          |          |          |          |          |          |          |          |          |        |        |        |        |        |        |        |        |        |        |                 |                 |                 |                 |                 |                 |            |            |             |             |             |             |             |             |          |          |            |            |            |            |            |            |        |        |        |        |        |        |          |          |          |          |            |            |            |            |            |            |          |          |          |          |  |  |  |  |  |  |  |  |  |  |  |  |  |  |
|          |          |          |          | 葛巻義敏 | 葛巻義敏 | 葛巻義敏 | 葛巻義敏 | 葛巻義敏 | 葛巻義敏 |          |          | 瑠璃子   | 瑠璃子   | 瑠璃子 | 瑠璃子 | 瑠璃子 | 瑠璃子 |        |        | 比呂志 | 比呂志 | 比呂志 | 比呂志 | 比呂志          | 比呂志          |                 |                 | 多加志          | 多加志          | 多加志     | 多加志     | 多加志      | 多加志      |             |             | 間所紗織    | 間所紗織    | 間所紗織 | 間所紗織 | 間所紗織   | 間所紗織   |            |            | 也寸志     | 也寸志     | 也寸志 | 也寸志 | 也寸志 | 也寸志 |        |        | 草笛光子 | 草笛光子 | 草笛光子 | 草笛光子 | 草笛光子   | 草笛光子   |            |            | 江川真澄   | 江川真澄   | 江川真澄 | 江川真澄 | 江川真澄 | 江川真澄 |  |  |  |  |  |  |  |  |  |  |  |  |  |  |
|          |          |          |          | 葛巻義敏 | 葛巻義敏 | 葛巻義敏 | 葛巻義敏 | 葛巻義敏 | 葛巻義敏 |          |          | 瑠璃子   | 瑠璃子   | 瑠璃子 | 瑠璃子 | 瑠璃子 | 瑠璃子 |        |        | 比呂志 | 比呂志 | 比呂志 | 比呂志 | 比呂志          | 比呂志          |                 |                 | 多加志          | 多加志          | 多加志     | 多加志     | 多加志      | 多加志      |             |             | 間所紗織    | 間所紗織    | 間所紗織 | 間所紗織 | 間所紗織   | 間所紗織   |            |            | 也寸志     | 也寸志     | 也寸志 | 也寸志 | 也寸志 | 也寸志 |        |        | 草笛光子 | 草笛光子 | 草笛光子 | 草笛光子 | 草笛光子   | 草笛光子   |            |            | 江川真澄   | 江川真澄   | 江川真澄 | 江川真澄 | 江川真澄 | 江川真澄 |  |  |  |  |  |  |  |  |  |  |  |  |  |  |
|          |          |          |          |          |          |          |          |          |          |          |          |          |          |        |        |        |        |        |        |        |        |        |        |                 |                 |                 |                 |                 |                 |            |            |             |             |             |             |             |             |          |          |            |            |            |            |            |            |        |        |        |        |        |        |          |          |          |          |            |            |            |            |            |            |          |          |          |          |  |  |  |  |  |  |  |  |  |  |  |  |  |  |
|          |          |          |          |          |          |          |          |          |          |          |          |          |          |        |        |        |        |        |        |        |        |        |        |                 |                 |                 |                 |                 |                 |            |            |             |             |             |             |             |             |          |          |            |            |            |            |            |            |        |        |        |        |        |        |          |          |          |          |            |            |            |            |            |            |          |          |          |          |  |  |  |  |  |  |  |  |  |  |  |  |  |  |
|          |          |          |          |          |          |          |          |          |          |          |          |          |          |        |        | 耿子   | 耿子   | 耿子   | 耿子   | 耿子   | 耿子   |        |        |                 |                 |                 |                 |                 |                 |            |            |             |             |             |             |             |             |          |          | 麻実子     | 麻実子     | 麻実子     | 麻実子     | 麻実子     | 麻実子     |        |        | 貴之志 | 貴之志 | 貴之志 | 貴之志 | 貴之志   | 貴之志   |          |          |            |            |            |            |            |            |          |          |          |          |  |  |  |  |  |  |  |  |  |  |  |  |  |  |